# Allonicoletia tendeiroi
Allonicoletia tendeiroi är en insektsart som beskrevs av Mendes 1992. Allonicoletia tendeiroi ingår i släktet Allonicoletia och familjen Nicoletiidae. Inga underarter finns listade i Catalogue of Life.